# مدیسون میلز (اوهایو)
مدیسون میلز (به انگلیسی: Madison Mills) یک منطقهٔ مسکونی در ایالات متحده آمریکا است که در شهرستان فیت، اوهایو واقع شده‌است. مدیسون میلز ۲۸۱ متر بالاتر از سطح دریا واقع شده‌است.